# Asbyte
 (septembre 2020).
Asbyte (en tifinagh ⴰⵙⴱⵉⵜ) était une princesse berbère de Libye, ayant servi dans l'armée carthaginoise avant la seconde guerre punique, et serait décédée en 219 av. J.-C. selon le poème Punica de Silius Italicus.

## Biographie
L'existence d'Asbyte a été remise en doute[Par qui ?], compte tenu de l'intérêt évident de Silius à embellir son histoire avec des héros et des duels épiques, elle aurait plutôt été considérée comme une référence à l'amazone Penthésilée. Cependant, son personnage est ancré dans une véritable tradition de femmes guerrières en Afrique du Nord, relayée par plusieurs chroniqueurs anciens, lui conférant un certain degré de véracité. Hérodote a cité les tribus des Auséens et des Machlyès de Libye, qui organisaient des tournois martiaux entre les jeunes filles chaque année; et acclamaient les gagnantes en abhorrant celles qui étaient mortes au combat, ainsi que chez les Zauèques, dont les chars de guerre étaient conduits uniquement par des femmes. Diodore croyait également que les mythiques Amazones seraient originaire de Libye avant de s'installer en Mer Noire.  Enfin, le nom même d'Asbyte semble être une référence aux Asbythéens, connus comme un grand peuple conducteurs de chars selon Hérodote et Pline. 
Asbyte est introduite dans le poème en tant que princesse de la Marmarique et alliée d'Hannibal pendant le siège de Sagonte. Elle est décrite comme une adepte de la déesse Diane et aime chasser, monter à cheval et faire la guerre avec les tribus libyennes rivales. Elle dirigeait tout un contingent de cavalières libyennes et de conductrices de guerre féminines, bien que toutes n'étaient pas vierges comme elle. Selon le poème, les forces d'Asbyte ont été déployées contre une sortie des Sagontins, au cours de laquelle ils ont fait énormément de morts grâce à leurs javelots. Un archer mercenaire crétois nommé Mopsus a tenté de l'abattre, mais n'a frappé que son lieutenant Nasamon Harpe, ce qui a provoqué une réponse directe dans laquelle les fils de Mopsus ont été tués à l'intérieur des remparts, le conduisant alors au suicide. Par la suite, le prêtre d'Héraclès de la ville, Théron, a poursuivi Asbyte et a finalement réussi à la tuer lorsqu'elle a tenté de l'attaquer. Théron a ensuite été exécuté par les forces d'Hannibal, qui ont récupéré la dépouille d'Asbyte et son char.  
Le frère d'Asbyte, Aquerras, est mentionné plus tard parmi les forces d'Hannibal en route vers l'Italie, menant ses vassaux gétules. Il aide plus tard Hannibal à s'échapper de Quintus Fabius Maximus et est finalement abattu dans la bataille de Cannes.

## Dans la fiction
Elle apparaît dans le roman de Vicente Blasco Ibáñez Sonnica la courtisane, où elle est dépeinte comme l'amante d'Hannibal. 